# Roskasaari
Roskasaari är en ö i Finland. Den ligger i sjön Vissaveden tekojärvi och i kommunen Kaustby i den ekonomiska regionen  Kaustby ekonomiska region  och landskapet Mellersta Österbotten, i den centrala delen av landet, 400 km norr om huvudstaden Helsingfors. Öns area är 1,5 hektar och dess största längd är 240 meter i sydöst-nordvästlig riktning.